# Марапи
Мара́пи (индон. Gunung Marapi) — действующий вулкан в Индонезии, на острове Суматра, у северо-западной оконечности хребта Барисан. Высота 2891 метр. С 1800 года было зафиксировано около 40 извержений. Последнее из них произошло 3 декабря 2023 года.
17 мая 1901 года астрономы со всего мира наблюдали в районе вулкана Марапи полное солнечное затмение. В честь этого события был назван астероид (536) Мерапи, открытый в 1904 году участником экспедиции Джорджем Питерсом.